# Saint-Julien-en-Genevois
Saint-Julien-en-Genevois is een gemeente in het Franse departement Haute-Savoie (regio Auvergne-Rhône-Alpes). Saint-Julien-en-Genevois telde op 1 januari 2022 15.925 inwoners. De plaats is de onderprefectuur van het arrondissement Saint-Julien-en-Genevois. Het is ook de centrumstad van het gemeentelijk samenwerkingsverband Communauté de Communes du Genevois.

## Geschiedenis
De naam van de gemeente verscheen voor het eerst in een akte in 1253. De plaats bleef tot de 16e eeuw in de schaduw van het nabijgelegen Ternier, een marktplaats waar de graven van Ternier zetelden. In 1537 kreeg Saint-Julien een eigen markt, maar toch bleef de plaats relatief onbelangrijk tijdens het ancien régime. In 1603 werd hier het vredesverdrag tussen Savoye en Genève gesloten (Vrede van Saint-Julien van 21 juli 1603) na de militaire nederlaag van Karel Emanuel I van Savoie tegen de Genevers in de Slag van l'Escalade in 1602.
Na de Franse Revolutie werd Saint-Julien Frans in het departement Léman. Na de nederlaag van Napoleon kwam de gemeente bij het koninkrijk Sardinië. In 1860 werd Saint-Julien definitief Frans en werd het ook een administratief en gerechtelijk centrum als onderprefectuur. Door de douanevrije zone met Zwitserland (Grande Zone Franche) bloeide de handel met Genève. Na de Eerste Wereldoorlog werd deze Grande Zone Franche afgeschaft. Saint-Julien bleef wel nauw verbonden met Genève door een kleinere douanevrije zone, die al bestond voor 1860 onder Sardijns bestuur, maar eerder remmend werkte op de industriële ontwikkeling van de gemeente.

## Geografie
De oppervlakte van Saint-Julien-en-Genevois bedroeg op 1 januari 2022 10,59 vierkante kilometer; de bevolkingsdichtheid was toen 1.503,8 inwoners per km². De Arande en de Aire stromen door de gemeente. Het stadscentrum ligt op een hoogte van 465 meter.
De onderstaande kaart toont de ligging van Saint-Julien-en-Genevois met de belangrijkste infrastructuur en aangrenzende gemeenten.

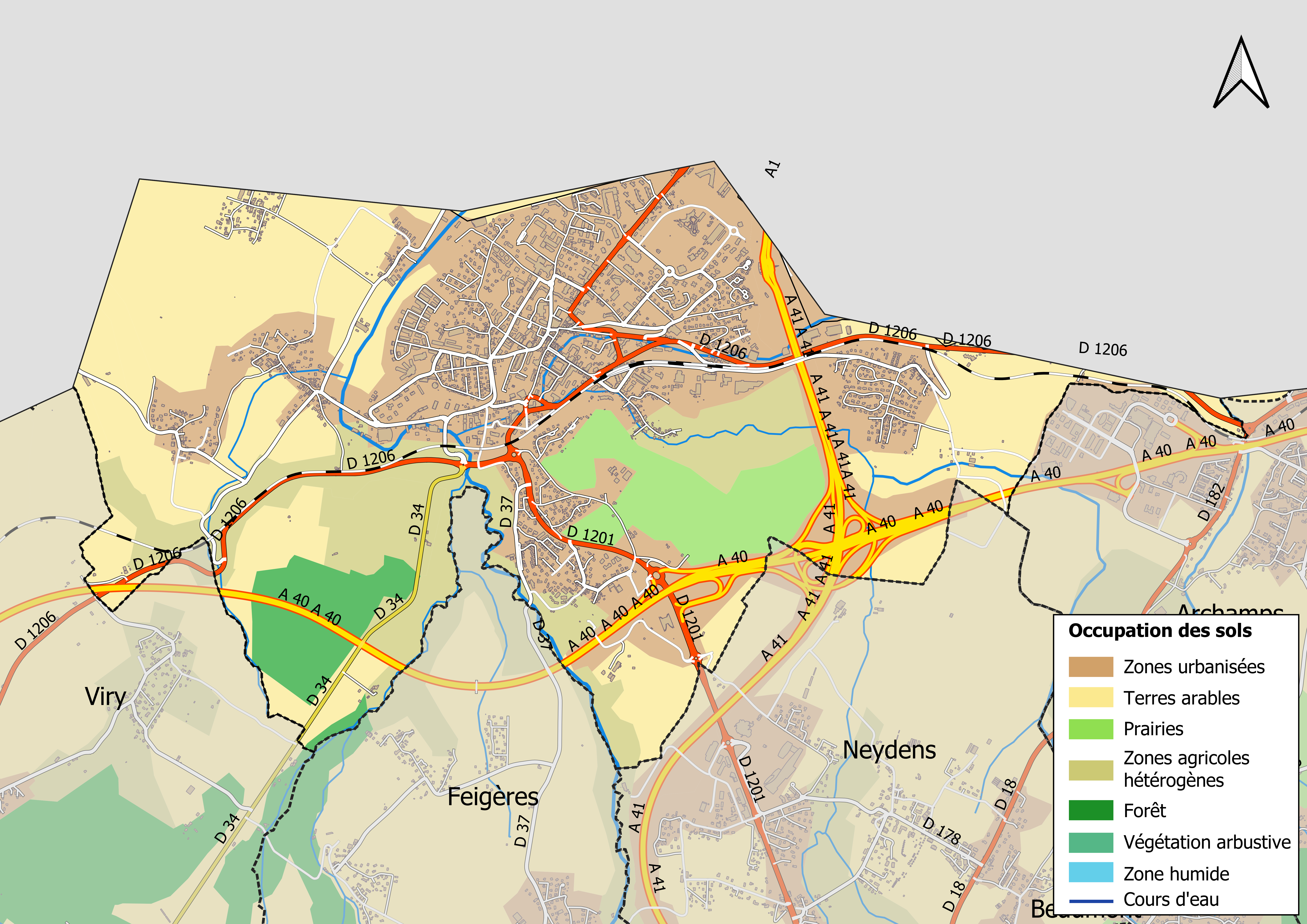

## Verkeer en vervoer
In de gemeente ligt spoorwegstation Saint-Julien-en-Genevois. De autosnelwegen A40 en A41 lopen door de gemeente.

## Demografie
Onderstaande figuur toont het verloop van het inwonertal (bron: INSEE-tellingen).

## Geboren
- Jean-Christophe Guinchard (1967), triatleet
- Rémi Cusin (1986), wielrenner
- Younès Kaboul (1986), voetballer